# Gente en Buenos Aires
Gente en Buenos Aires es una película de Argentina filmada en Eastmancolor dirigida por Eva Landeck según su propio guion que se estrenó el 22 de agosto de 1974 y que tuvo como actores principales a Luis Brandoni, Irene Morack y Adrián Ghío. El futuro director de cine Juan Carlos Desanzo fue el director de fotografía.
Esta ópera prima de la directora fue exhibida con éxito en los Festivales de San Remo, donde obtuvo el Premio Especial del Jurado, de Berlín, de Cannes y de Taormina.

## Sinopsis
Un vendedor conoce a una estudiante pero descubren que se llevan mejor telefónicamente.

## Reparto
- Luis Brandoni
- Irene Morack
- Adrián Ghío
- Eliseo Morán
- Golde Flami
- Alejandro Marcial
- Arturo Maly
- María Bufano
- Bruno Gabino
- Roberto Averbuj
- Mirtha Mansilla
- Judith Wainer
- Carlos Roffe
- Omar Fanucchi
- Carlos Antón
- Jorge Sassi
- Ignacio Alonso
- Rolando Revagliatti
- Nené Malbrán

## Comentarios
Agustín Mahieu en La Opinión escribió:

”Inusual madurez expresiva.”

Propósitos opinó:

”Film recatado, exento de sensiblería y realizado con sobriedad ejemplar…Auténtica verosimilitud. La dirección de actores es muy eficaz, hasta en los papeles menores…A respiración porteña.”

Edgardo Ritacco en El Cronista Comercial dijo:

”No está mal…Por momentos se tiene la impresión de estar viendo dos películas distintas…La principal falla de una película que no deja de mostrar aristas positivas.”

Manrupe y Portela escriben:

”Reflexión poco común acerca de la incomunicación en la ciudad.”